# Altancögc járás
Az Altancögc járás (mongol nyelven: Алтанцөгц сум) Mongólia Bajan-Ölgij tartományának egyik járása. Népessége kb. 3000 fő, kb. 2/3 részben kazakok, 1/3 részben urjanhájok lakják.
Székhelye Cagántünge (Цагаантүнгэ), mely 50 km-re északkeletre fekszik Ölgij tartományi székhelytől.